# Willi Wittrock
Willi Wittrock (* 2. August 1898 in Kassel; † 23. März 1966) war ein deutscher Jurist, Verwaltungsbeamter und Politiker (SPD).

## Leben und Beruf
Nach dem Abitur schlug Wittrock eine Beamtenlaufbahn ein, war von 1919 bis 1923 als Kommunalbeamter in Kassel tätig und beteiligte sich an der Gründung des Allgemeinen Deutschen Beamtenbunds. Er studierte seit 1924 Rechts- und Staatswissenschaften an den Universitäten in Göttingen und Berlin, legte 1929 das erste juristische Staatsexamen am Oberlandesgericht Celle ab und wurde anschließend Leiter der Rechtsabteilung des Kasseler Wohlfahrtsamts. Nach der „Machtübernahme“ der Nationalsozialisten wurde er seines Amtes enthoben.

## Partei
Wittrock schloss sich 1919 der SPD an und war 1923 Mitbegründer der Organisation Reichsbanner Schwarz-Rot-Gold.

## Abgeordneter
Wittrock war 1946 Mitglied der Verfassungberatenden Landesversammlung von Groß-Hessen. Er gehörte von 1946 bis 1962 dem hessischen Landtag an und war dort von 1950 bis 1954 stellvertretender Vorsitzender der SPD-Fraktion. Von 1954 bis 1962 amtierte er als Vizepräsident des Landtags.

## Öffentliche Ämter
Wittrock war 1945 Personaldezernent der Stadt Kassel und amtierte dort von 1946 bis 1948 als hauptamtlicher Stadtrat.